# Miramont-de-Guyenne
Miramont-de-Guyenne é uma comuna francesa na região administrativa da Nova Aquitânia, no departamento Lot-et-Garonne. Estende-se por uma área de 16,67 km². Em 2010 a comuna tinha 3 225 habitantes (densidade: 193,5 hab./km²).